# Sphingonaepiopsis nana
Sphingonaepiopsis nana ist ein Schmetterling (Nachtfalter) aus der Familie der Schwärmer (Sphingidae).

## Merkmale
Die Falter haben eine Flügelspannweite von 25 bis 30 Millimetern und sind damit für Schwärmer sehr klein. Aufgrund der geringen Größe, der braunen Färbung und der für Schwärmer untypischen, stumpfen Flügelform kann man die Art ohne genauere Betrachtung optisch nur schwer den Schwärmern zuordnen.
Die kugeligen, blassgrünen Eier sind klein, wobei jedoch in der Literatur keine Größenangabe zu finden ist. Die Raupen erreichen eine Körperlänge von 40 Millimetern und treten in einer grünen, rötlichen und weißlichen Farbvariante auf. Ausgewachsene Raupen sind in der Regel grün und tragen seitlich eine weiße Längslinie, die orange-braun gerandet ist. Ihr Analhorn ist dünn und gerade. Bei den ähnlichen Raupen von Sphingonaepiopsis ansorgei ist es seitlich abgeflacht und leicht spatelförmig.
Die Puppe ist in ihrer Gestalt der der Gattung Hyles ähnlich. Sie ist gelblich olivgrün und hat am Thorax schwarze und am Hinterleib braune Intersegmentalräume. Am Hinterleib sind eine dunkelgrüne Rückenlinie und kleine, schräg verlaufende schwarze Punktreihen ausgebildet. Die Flügelscheiden tragen von der Basis bis kurz vor die Termen schwarze Linien, die durch die Diskoidalzelle unterbrochen werden. Die Facettenaugen, der Saugrüssel, die Fühler und die Beine sind schwarz. Das Hinterleibsende ist schwarz, der Kremaster ist kurz, schwarz und spitz.

## Vorkommen und Lebensraum
Es handelt sich im Wesentlichen um eine afrotropische Art, die den Süden der Arabischen Halbinsel (Vereinigte Arabische Emirate, den Norden des Oman und des Jemen), das östliche Afrika bis Natal und westlich bis Gambia bewohnt. Außerdem dringt sie in den Süden der Paläarktis ein und ist dort im Iran (Provinzen Kerman und Hormozgan, sowie Belutschistan und der Süden des Irans) und dem Westen Saudi-Arabiens (nördlich von Dschidda) dokumentiert. Da ein Fund in Dschiroft in 1850 Metern Seehöhe bekannt ist, könnte es sein, dass die Art kaltes, trockenes Klima verträgt und deswegen auch in anderen Teilen des Irans oder sogar im Westen von Pakistan vorkommt.
Die Tiere fliegen vor allem in Savannen, Steppen und Halbwüsten in ungefähr 1000 Meter Seehöhe.

## Lebensweise
Die Falter sind dämmerungsaktiv. In Afrika kann man sie häufig vor Beginn der Nacht beim Blütenbesuch beobachten.

### Flug- und Raupenzeiten
Die Falter fliegen im März und April, wobei der Fang eines Falters im Iran Anfang Oktober eine zweite Generation pro Jahr nahelegt. Die Raupen findet man von April bis Mai.

### Nahrung der Raupen
Die Raupen ernähren sich von verschiedenen Rötegewächsen (Rubiaceae), wie beispielsweise von Kohautia, Labkräutern (Galium), Färberröten (Rubia) und Jaubertia.
Die Raupen scheiden anders als bei Schwärmern üblich keine einzelnen Kotkügelchen, sondern Stäbchen mit ein bis vier Zentimetern Länge aus. Die Verpuppung findet in einem locker aus brauner Seide gesponnenen Kokon zwischen Pflanzenteilen am Boden statt. Die Puppe überwintert. Parasitoide der Art sind bisher unbekannt.

## Belege